# 河辺浩市
河辺 浩市（かわべ こういち、1927年5月3日 - 2014年9月3日）は、日本の作曲家・編曲家、トロンボーン奏者、評論家。「河辺公一」と表記される事も多い。

## 人物・来歴
1949年東京音楽学校（現東京芸術大学）卒業。作曲を橋本國彦、紙恭輔に師事。1951年同研究科卒業。作曲家の黛敏郎は同窓であり、その出世作「10楽器のためのディヴェルティスマン」初演には「石辻桂一」名義で加わっていた。音大卒業と同時に日本交響楽団（現NHK交響楽団）研究員となる。
ジャズトロンボーン奏者としても著名であり、晩年まで演奏活動を行っていた。戦後直後、占領軍専用劇場「アーニー・パイル」の楽団に所属していた。楽団には作・編曲家の岩井直溥（トランペット）やサックス奏者の阪口新、作曲家の早川博二（トランペット）など著名な作曲家やプレーヤーが所属していた。また、学生時代には1年先輩の岩井直溥（ホルン）、2年先輩の芥川也寸志（テナーサックス）と演奏していた。また、初代ブルーコーツにも所属していた。
1958年に日本コロムビアに専属。河辺公一名義で数多くの映画音楽を手掛ける。
1973年に吹奏楽曲「行進曲『青空に希望して』」がJBA作曲賞を受賞（河辺公一名義）。1974年に全日本吹奏楽コンクール課題曲に「高度な技術への指標」が公募入選で選ばれる（河辺公一名義）。1975年にも全日本吹奏楽コンクール課題曲に「シンフォニック・ポップスへの指標」が公募入選（河辺浩市名義）、「阿波踊考」が下谷賞の佳作に選ばれた（河辺公一名義）。1976年も「ベースボール・マーチ」が下谷賞の佳作に選ばれる（河辺浩市名義）。また、1973年、74年には、河辺公一名義で吹奏楽の定番シリーズニュー・サウンズ・イン・ブラスの編曲者を務めていた。
また、評論家としても活動しており、主に競輪や競艇の指南書を中心に多くの書籍を出版していた。
2014年9月3日死去。87歳没。

## 主な作品

### 映画
- 星は何でも知っている（1958年）
- 銀座の砂漠（1958年）
- 完全な遊戯（1958年）
- 嵐を呼ぶ友情（1959年）
- 東京ロマンスウエイ（1959年）
- 暗黒の旅券（1959年）
- 夜霧の空港（1959年）
- 泣かないで（1959年）
- 「十三号待避線」より　その護送車を狙え

（1960年）
- 嵐を呼ぶ楽団（1960年）
- 三人の顔役（1960年）
- 小雨の夜に散った恋（1960年）
- よせよ恋なんて（1960年）
- 情熱の花（1960年）
- 東京新撰組（1961年）
- 青い狩人（1961年）
- 皮ジャン・ブルース（1961年）
- 天に代りて不義を討つ（1961年）
- 女房学校（1961年）
- 静かなるならず者（1961年）
- セールスマン物語 男にゃ男の夢がある（1961年）
- 白昼の無頼漢（1961年）
- 誇り高き挑戦（1962年）
- 黄門社長漫遊記（1962年）
- 太平洋のGメン（1962年）
- 残酷な月（1962年）
- 歌う明星 青春がいっぱい（1962年）
- 東京丸の内（1962年）
- 横を向いた青春（1962年）
- ギャング対Gメン（1962年）
- 遊民街の銃弾（1962年）
- 警視庁物語 全国縦断捜査（1963年）
- 噂の風来坊（1964年）
- 若い港（1964年）
- 間諜中野学校 国籍のない男たち（1964年）
- 賭場の牝猫（1965年）
- 賭場の牝猫 素肌の壺振り（1965年）
- 賭場の牝猫 捨身の勝負（1966年）
- 謝国権「愛」より （秘）性と生活（1969年）
- 妖艶毒婦伝 人斬りお勝（1969年）
- 妖艶毒婦伝 お勝兇状旅（1969年）
- 不良番長 暴走バギー団（1970年）
- 夜のならず者（1972年）
- 色情トルコ日記（1974年）
- 新女囚さそり 特殊房X（1977年）

### 吹奏楽曲
- 行進曲「青空に希望して」（1973年度JBA作曲賞）
- 高度な技術への指標（1974年度全日本吹奏楽コンクール課題曲）
- シンフォニック・ポップスへの指標（1975年度全日本吹奏楽コンクール課題曲）
- 阿波踊考（1975年度JBA作曲賞佳作）
- ベースボール・マーチ（1976年度JBA作曲賞佳作）

### 編曲
- 嵐を呼ぶ男（1958年）
- レット・イット・ビー（1973年、吹奏楽）
- エリナー・リグビー（1973年、吹奏楽）
- 幸せの黄色いリボン（1974年、吹奏楽）
- アンド・アイ・ラヴ・ハー（1974年、吹奏楽）

## 著作（音楽関係のみ）
- 最新吹奏楽講座4　合奏の技術 より§10 ジャズの記譜と奏法　（1970年、音楽之友社）